# Arcidiocesi di Barquisimeto
L'arcidiocesi di Barquisimeto (in latino Archidioecesis Barquisimetensis) è una sede metropolitana della Chiesa cattolica in Venezuela. Nel 2022 contava 2.123.000 battezzati su 2.248.000 abitanti. È retta dall'arcivescovo Polito Rodríguez Méndez.

## Territorio
L'arcidiocesi comprende 6 comuni dello stato venezuelano di Lara: Andrés Eloy Blanco, Iribarren, Crespo, Jiménez, Palavecino, Simón Planas.
Sede arcivescovile è la città di Barquisimeto, dove si trova la cattedrale di Nostra Signora del Carmine. Nella stessa città sorge anche la basilica minore del Santo Cristo della Grazia.
Il territorio si estende su una superficie di 8.590 km² ed è suddiviso in 109 parrocchie, raggruppate in 4 zone pastorali.

### Provincia ecclesiastica
La provincia ecclesiastica di Barquisimeto, istituita nel 1966, comprende le seguenti suffraganee:
- diocesi di Acarigua-Araure,
- diocesi di Carora,
- diocesi di Guanare,
- diocesi di San Felipe.

## Storia
La diocesi di Barquisimeto fu eretta il 7 marzo 1863 con la bolla Ad universam di papa Pio IX, ricavandone il territorio dalla diocesi di Mérida (oggi arcidiocesi). Originariamente era suffraganea dell'arcidiocesi di Caracas.
Il 14 agosto 1867 la sede fu trasferita a Coro e la diocesi assunse il nome di diocesi di Coro, ma già il 22 ottobre 1869 la sede tornò a Barquisimeto per effetto del decreto Novam Episcopalem, riprendendo il nome originario.
Il 12 ottobre 1922 e il 7 giugno 1954 cedette porzioni del suo territorio a vantaggio rispettivamente dell'erezione della diocesi di Coro (oggi arcidiocesi) e della diocesi di Guanare.
Il 30 aprile 1966 è stata elevata al rango di arcidiocesi metropolitana con la bolla Sedi Apostolicae di papa Paolo VI.
Il 7 ottobre dello stesso anno e il 25 luglio 1992 ha ceduto altre porzioni di territorio a vantaggio rispettivamente dell'erezione delle diocesi di San Felipe e di Carora.

## Cronotassi dei vescovi
Si omettono i periodi di sede vacante non superiori ai 2 anni o non storicamente accertati.
- Victor José Díez Navarrete † (22 giugno 1868 - 13 ottobre 1893 deceduto)
- Gregorio Rodríguez y Obregón † (21 maggio 1894 - 1901 deceduto)
  - Sede vacante (1901-1910)
- Agüedo Felipe Alvarado Liscano † (15 agosto 1910 - 26 settembre 1926 deceduto)
- Enrique María Dubuc Moreno † (26 settembre 1926 succeduto - 17 novembre 1947 dimesso[3])
- Críspulo Benítez Fontúrvel † (21 ottobre 1949 - 18 ottobre 1982 ritirato)
- Tulio Manuel Chirivella Varela † (18 ottobre 1982 - 22 dicembre 2007 ritirato)
- Antonio José López Castillo † (22 dicembre 2007 - 25 marzo 2020 dimesso)
  - Sede vacante (2020-2024)[4]
- Polito Rodríguez Méndez, dal 28 giugno 2024

## Statistiche
L'arcidiocesi nel 2022 su una popolazione di 2.248.000 persone contava 2.123.000 battezzati, corrispondenti al 94,4% del totale.
| anno | popolazione | popolazione | popolazione | presbiteri | presbiteri | presbiteri | presbiteri                | diaconi | religiosi | religiosi | parrocchie |
| anno | battezzati  | totale      | %           | numero     | secolari   | regolari   | battezzati per presbitero | diaconi | uomini    | donne     | parrocchie |
| ---- | ----------- | ----------- | ----------- | ---------- | ---------- | ---------- | ------------------------- | ------- | --------- | --------- | ---------- |
| 1950 | 640.000     | 710.000     | 90,1        | 67         | 45         | 22         | 9.552                     |         | 9         | 139       | 50         |
| 1955 | ?           | 502.820     | ?           | 82         | 44         | 38         | ?                         |         | 38        | 80        | 52         |
| 1966 | 497.650     | 509.478     | 97,7        | 125        | 68         | 57         | 3.981                     |         | 71        | 183       | 57         |
| 1970 | 565,000     | 580,000     | 97.4        | 78         | 58         | 136        | 4,154                     |         | 68        | 200       | 67         |
| 1976 | 712.306     | 755.644     | 94,3        | 141        | 79         | 62         | 5.051                     | 1       | 76        | 207       | 73         |
| 1980 | 800.900     | 836.700     | 95,7        | 148        | 77         | 71         | 5.411                     | 2       | 93        | 255       | 79         |
| 1990 | 1.194.219   | 1.243.978   | 96,0        | 162        | 87         | 75         | 7.371                     | 2       | 119       | 256       | 90         |
| 1999 | 1.690.000   | 1.800.000   | 93,9        | 161        | 94         | 67         | 10.496                    | 12      | 95        | 260       | 79         |
| 2000 | 1.690.000   | 1.800.000   | 93,9        | 165        | 98         | 67         | 10.242                    | 12      | 95        | 260       | 79         |
| 2001 | 1.000.000   | 1.340.795   | 74,6        | 189        | 111        | 78         | 5.291                     | 14      | 138       | 279       | 80         |
| 2002 | 1.000.000   | 1.440.265   | 69,4        | 174        | 103        | 71         | 5.747                     | 13      | 126       | 279       | 83         |
| 2003 | 1.098.000   | 1.581.121   | 69,4        | 173        | 115        | 58         | 6.346                     | 17      | 80        | 285       | 83         |
| 2004 | 1.120.102   | 1.720.010   | 65,1        | 180        | 119        | 61         | 6.222                     | 19      | 87        | 245       | 85         |
| 2006 | 1.142.504   | 1.754.410   | 65,1        | 189        | 124        | 65         | 6.044                     | 22      | 96        | 245       | 83         |
| 2012 | 1.433.000   | 1.941.000   | 73,8        | 139        | 95         | 44         | 10.309                    | 29      | 118       | 220       | 90         |
| 2015 | 1.496.000   | 2.026.000   | 73,8        | 171        | 113        | 58         | 8.748                     | 34      | 138       | 194       | 93         |
| 2018 | 2.021.860   | 2.141.244   | 94,4        | 155        | 108        | 47         | 13.044                    | 45      | 121       | 193       | 96         |
| 2020 | 2.072.800   | 2.195.190   | 94,4        | 155        | 107        | 48         | 13.372                    | 49      | 221       | 270       | 96         |
| 2022 | 2.123.000   | 2.248.000   | 94,4        | 157        | 109        | 48         | 13.522                    | 50      | 209       | 275       | 109        |